# Partridge (Kansas)
Partridge – miasto w Stanach Zjednoczonych, w stanie Kansas, w hrabstwie Reno.